# Frischmasse
Die Frischmasse (FM) ist eine Einheit für land- und forstwirtschaftliche Erzeugnisse. Sie bezeichnet die Masse des gewogenen Ertrags und wird im Regelfall pro Hektar angegeben. Sie wird der Trockenmasse gegenübergestellt, die nach Abzug des Rohwassers übrig bleibt; Trockenmassegehalt und Wassergehalt ergänzen sich also zur Frischmasse = 100 Prozent.
Es gilt folgender formelmäßiger Zusammenhang:
{\displaystyle m_{\mathrm {ges} }=m_{F}=m_{W}+m_{T}}
{\displaystyle TS+W=1=100\,\%=FS}
{\displaystyle TS={\frac {m_{T}}{m_{\mathrm {ges} }}}={\frac {m_{T}}{m_{\mathrm {ges} }}}\cdot 100\,\%\quad ,\quad W={\frac {m_{W}}{m_{\mathrm {ges} }}}={\frac {m_{W}}{m_{\mathrm {ges} }}}\cdot 100\,\%}
Darin sind {\displaystyle m_{\mathrm {ges} }} die Gesamtmasse der Probe, {\displaystyle m_{W}} die Masse des Wassers, {\displaystyle m_{T}} die Masse der Trockensubstanz und {\displaystyle m_{F}} die Masse der Frischsubstanz. {\displaystyle TS} stellt den Gewichtsanteil der Trockensubstanz, {\displaystyle W} der Anteil des Wassers (Wassergehalt) und {\displaystyle FS} den Gewichtsanteil der Frischmasse dar.